# 何家集镇
何家集镇，是中华人民共和国陕西省榆林市子洲县下辖的一个乡镇级行政单位。

## 行政区划
何家集镇下辖以下地区：
何家集村、高家塔村、玉皇岔村、苗家沟村、苗家坪村、何家坪村、阳坪村、高家河村、王家沟村、张家渠村、乔家墕村、双圪塔村、西则庄村、李阳山村、独龙坪村、砖塌村、樊家塔村、老庄山村、曹家沟村、眠虎沟村、石磕沟村、李家墕村、庆丰墕村、封家坪村、蛇家沟村、西家圪崂村、贺家渠村、封家过洞村、小谷家河村、槐树墕村和枣林坬村。